# ジョゼフ・P・ライリー・ジュニア・パーク
ジョゼフ・P・ライリー・ジュニア・パーク（Joseph P. Riley, Jr. Park）は、アメリカのサウスカロライナ州チャールストンにある野球場。ニューヨーク・ヤンキース傘下Aチャールストン・リバードッグスの本拠地である。愛称は「ザ・ジョー（The Joe）」。